# Xie Xide
Xie Xide (en chino tradicional, 謝希德; en chino simplificado, 谢希德; pinyin, Xiè Xīdé; Quanzhou, República de China, 19 de marzo de 1921-Shanghái, República Popular China, 4 de marzo de 2000), también conocida como Hsi-teh Hsieh y Hilda Hsieh, fue una física china. Fue presidenta de la Universidad de Fudan de 1983 a 1989, y permaneció como asesora de la universidad desde 1989 hasta su muerte. Ayudó a desarrollar el Centro de Estudios Americanos de la universidad y fundó su Instituto de Física Moderna en 1977.
Xie fue también miembro del Comité Central del Partido Comunista de China entre 1982 y 1992.

## Biografía
Xie Xide nació el 30 de marzo de 1921 en la ciudad portuaria de Quanzhou en Fujian, en el sudeste de China. Nació en una familia que valoraba la educación. Su padre Xie Yuming tenía un doctorado de la Universidad de Chicago y era profesor en la Universidad Yenching de Pekín. Xie Yuming había medido con precisión el espectro del átomo de hidrógeno durante su estancia en Estados Unidos. El físico teórico Chen Ning Yang, Premio Nobel de Física en 1957, se refirió a Xie como la persona que olvidó el Premio Nobel.
Xide pasó parte de su infancia en Pekín. Asistió a la Escuela Elemental Yenching y fue una de los mejores estudiantes. Conoció a Cao Tianqin cuando este fue trasladado a Yenching. Cao obtenía mejores notas que Xie en la escuela y terminaron haciéndose buenos amigos. Cuando comenzó la segunda guerra sino-japonesa, Xie se trasladó a la Universidad de Hunan para estudiar física, pero tuvo que abandonar los estudios debido a una tuberculosis ósea. Varios hospitales diagnosticaron su enfermedad como intratable, por lo que regresó a casa para combatir la enfermedad con ayuda de su familia. Cao empezó a enviarle numerosas cartas con discusiones académicas, lo que contribuyó a animar a Xie para continuar sus estudios. En 1942, no solo sobrevivió a la enfermedad sino que su estudio autodidacta le permitió conseguir una plaza para estudiar matemáticas en la Universidad de Xiamen, donde se graduó en 1946. Fue profesora en la Universidad de Shanghái durante un año, tras lo que consiguió una beca para estudiar una maestría en el Smith College, en Estados Unidos, donde se graduó en 1949. Continuó sus estudios en el Instituto Tecnológico de Massachusetts, donde obtuvo un doctorado en física teórica en 1951.
En 1950, muchos académicos chinos fueron retenidos en Estados Unidos como rehenes políticos en respuesta a la participación china en la guerra de Corea, incluyendo al reputado aerodinamicista, ciberneticista y político Qian Xuesen. Xie fue retenida en Estados Unidos a pesar de su fuerte voluntad de regresar a China. Entre 1951 y 1952 trabajó como personal de investigación en el MIT. En 1952, Cao Tianqin, que estaba estudiando en Reino Unido, obtuvo un «certificado especial» para pedir su liberación para casarse en Reino Unido. Xie fue liberada y se casó con Cao. En 1956 la pareja tuvo un hijo.
Tras casarse, Xie regresó a China y se convirtió en profesora del Departamento de Física de la Universidad de Fudan, en Shanghái, una de las principales universidades del país. Mantuvo este puesto entre 1952 y 1956. En 1956, pasó a ser profesora asociada hasta 1962. Entre 1958 y 1966 fue también directora adjunta del Instituto de Física Técnica de Shanghái de la Academia China de las Ciencias. En 1962, fue nombrada catedrática de física en la Universidad de Fudan.
Xie Xide fue una destacada líder educativa y una figura clave en el desarrollo de las relaciones educativas de China con la comunidad internacional. Fue coautora de uno de los libros de texto sobre física más usados en China, Semiconductor Physics. En 1958, se desmayó en su laboratorio debido al exceso de trabajo y fue diagnosticada con un cálculo renal en fase avanzada y una enfermedad cardiaca en el hospital. Tras varias cirugías de importancia, regresó a la docencia. En 1966, al igual que otros académicos chinos durante la Revolución Cultural, Xie fue condenada a trabajos forzados a pesar de su enfermedad, a la que más tarde se unió el diagnóstico de cáncer de mama. A pesar de ello, se volcó en la educación. En 1978, tuvo lugar la Conferencia Nacional de Ciencia en Pekín y Xie regresó a su puesto. Entre 1978 y 1983, ocupó el cargo de directora del Instituto de Física Moderna de la Universidad de Fudan. Fue nombrada vicepresidenta de la universidad en 1978 y presidenta en 1983, cargo que ocupó hasta 1988. Durante su mandato, fundó el Centro de Estudios Americanos para animar a los estudiantes para aprender sobre la investigación mundial y las relaciones internacionales. Fue la primera mujer presidenta de una universidad mixta en China. Desde 1985, fue también directora del Centro de Estudios Americanos de la Universidad de Fudan, y en 1988 fue nombrada asesora de la universidad. A pesar de su delicado estado de salud, se dedicó a promover los estudios en el extranjero entre sus estudiantes. 
Xie desarrolló además una destacada carrera como investigadora en la que realizó importantes contribuciones a la física del estado sólido. Sus principales temas de investigación fueron la física del estado sólido, la física de semiconductores y la física de superficies.
En 1982, fue nombrada miembro del Comité Central del Partido Comunista de China como parte de sus 210 miembros plenos.
El marido de Xie, Cao Tianqin, entró en coma en 1987 mientras asistía a una conferencia sobre biología y ecología en Israel. Desde entonces estuvo paralizado en la cama y sufrió pérdida de memoria. A pesar de su propia enfermedad, Xie cuidó de Cao planificando sus comidas y ayudándole en la terapia física. Continuó haciéndolo durante 8 años hasta la muerte de Cao en 1995. Xie continuó con su investigación en el hospital mientras luchaba contra el cáncer. Falleció el 4 de marzo de 2000, y donó su cuerpo a la investigación médica china.

## Premios y reconocimientos
Xie Xide recibió doctorados honoris causa de doce universidades en todo el mundo, incluyendo Estados Unidos, Reino Unido, Japón, Canadá, Hong Kong y China. Fue fellow de la American Physical Society, académica de TWAS y académica distinguida del Comité de Comunicación Escolar con la República Popular China.